# Campionato italiano di baseball
Il Campionato italiano di baseball è l'insieme di tornei nazionali istituiti dalla Federazione Italiana Baseball Softball (FIBS). Dopo una parentesi in cui il la massima serie era strutturata sul sistema delle franchigie negli anni 2010, la formula dei campionati di baseball in Italia è tornata ad applicare promozioni e retrocessioni per ogni categoria. I campionati attualmente esistenti sono Serie A, Serie B e Serie C.
Prima del 2018 i campionati erano strutturati in maniera diversa: a seguito dell'introduzione delle franchigie ad invito, l'Italian Baseball League era considerato il massimo campionato italiano. Ciascuna franchigia dell'IBL aveva una squadra affiliata che militava in IBL2. Oltre a ciò, si disputavano i tre campionati federali a promozioni e retrocessioni: Serie A Federale, Serie B Federale e Serie C Federale.
Dal 2018 si è dunque tornati al vecchio sistema e alla vecchia denominazione di Serie A1, Serie A2, Serie B e Serie C che prevedono promozioni e retrocessioni.
A partire dal 2021, Serie A1 e Serie A2 si sono unite dando vita a una Serie A unica.

## Storia
Il primo campionato, vinto dalla Libertas Bologna, si è disputato nel 1948. Da allora, fino all'inizio degli anni ottanta si è giocato il classico campionato all'italiana, con gironi di andata e ritorno, e scudetto assegnato alla squadra con il maggior numero di vittorie. Nella prima metà degli anni ottanta veniva disputata la regular season seguita dalla poule scudetto e dalla poule retrocessione.
Dal 1986, il campionato si divide in regular season e play off. Durante la regular season le squadre si affrontano in due gironi di andata e ritorno disputati fra aprile ed ottobre durante i quali, per ciascun turno, le squadre si fronteggiano in tre partite, una al venerdì sera e due al sabato, quindi in un campionato a 10 squadre vengono disputate 27 partite per girone. Attualmente non è più in uso tale sistema: le partite di stagione regolare erano 42 con tre partite settimanali, ma attualmente le partite settimanali sono due e le partite giocate sono calate a 28.
Il punteggio guadagnato in classifica è rappresentato, in tutte le categorie, dalla percentuale per mille di partite vinte in rapporto al numero di partite giocate (per esempio, in caso di 15 vittorie su 30 partite giocate, il punteggio sarebbe .500 ovvero il 500 per mille).
La squadra italiana a vantare il maggior numero di scudetti è il Nettuno Baseball (17 titoli).

## L'albo d'oro
| Città      | Squadre                      | Titoli | Finali |
| ---------- | ---------------------------- | ------ | ------ |
| Nettuno    | Nettuno (17)                 | 17     | 10     |
| Bologna    | Fortitudo (13), Libertas (1) | 14     | 3      |
| Rimini     | Rimini (13)                  | 13     | 10     |
| Parma      | Parma (10)                   | 10     | 2      |
| Milano     | Milano 1946 (8)              | 8      | 0      |
| Grosseto   | Grosseto (4)                 | 4      | 2      |
| San Marino | San Marino (4)               | 6      | 7      |
| Roma       | Roma (2), Lazio (2)          | 4      | 0      |
| Firenze    | Fiorentina (1)               | 1      | 0      |
| Modena     | Modena                       | 0      | 1      |
| Verona     | Verona                       | 0      | 1      |

### Andamento squadre partecipanti per anno
Andamento completo da quando esistono i play-off fino al 2013.
| Squadra                  | 86 | 87 | 88 | 89 | 90 | 91  | 92    | 93  | 94    | 95    | 96 | 97 | 98    | 99 | 00 | 01 | 02    | 03 | 04 | 05 | 06 | 07    | 08 | 09 | 10 | 11 | 12 | 13 |
| ------------------------ | -- | -- | -- | -- | -- | --- | ----- | --- | ----- | ----- | -- | -- | ----- | -- | -- | -- | ----- | -- | -- | -- | -- | ----- | -- | -- | -- | -- | -- | -- |
| Rimini                   | F  | W  | W  | F  | F  | SF  | W     | F   | F     | 5     | SF | 6  | SF    | W  | W  | F  | W     | SF | 5  | SF | W  | 5     | 6  | SF | SF | 5  | F  | F  |
| Nettuno                  | SF | SF | F  | SF | W  | 5A  | 5A    | W   | SF    | F     | W  | F  | W     | F  | F  | W  | F     | 5  | SF | SF | SF | F     | F  | 5  | 5  | F  | SF | SF |
| Grosseto                 | W  | F  | 2B | W  | 2B | 4A  | 8A    | 6A  | 5     | SF    | 5  | 7  | F     | SF | SF | SF | SF    | SF | W  | 6  | F  | W     | SF | 6  | 6  | 6  | 7  | 10 |
| Parma                    | 2A | 3B | SF | SF | 3A | W   | SF    | SF  | W     | W     | F  | W  | SF    | SF | SF | 6  | 5     | 6  | SF | 5  | 8  | SF    | 5  | SF | W  | SF | 5  | 5  |
| Fortitudo Bologna        | SF | SF | SF | 3B | 3B | 6A  | F     | SF  | SF    | 7     | 9  | -  | 8     | 5  | 5  | SF | SF    | W  | F  | W  | SF | SF    | SF | W  | F  | SF | SF | SF |
| San Marino               | 3A | 2B | 2A | 4A | 5B | 9A  | 9B    | 4B  | -     | 9     | -  | -  | -     | 8  | 8  | 10 | -     | 7  | 7  | F  | 7  | 6     | W  | F  | SF | W  | W  | W  |
| Modena                   | -  | -  | -  | -  | -  | -   | -     | 8B  | -     | -     | 6  | SF | 6     | 7  | 7  | 9  | 6     | F  | 8  | 7  | 6  | [ 7 ] | -  | -  | -  | -  | -  | -  |
| Verona                   | -  | 6B | -  | -  | 8A | F   | 7A    | 2B  | 6     | 8     | 8  | 10 | -     | -  | -  | -  | -     | -  | -  | -  | -  | -     | -  | -  | -  | -  | -  | -  |
| Milano 1946              | 4A | 4B | 4A | 6A | 2A | SF  | SF    | 3A  | [ 7 ] | -     | -  | -  | 7     | -  | -  | -  | -     | -  | -  | -  | -  | -     | -  | -  | -  | -  | -  | -  |
| Juve 98                  | -  | -  | 5A | 3A | 5A | 10A | [ 7 ] | -   | -     | SF    | SF | 5  | rit.  | -  | -  | -  | -     | -  | -  | -  | -  | -     | -  | -  | -  | -  | -  | -  |
| Caserta                  | -  | -  | -  | -  | 7B | 8B  | 7B    | 3B  | 9     | 6     | 7  | SF | 5     | 6  | 6  | 5  | [ 7 ] | -  | -  | -  | -  | -     | -  | -  | -  | -  | -  | -  |
| Fiorentina               | 4B | 5A | -  | 4B | 6B | 6B  | 6B    | -   | -     | -     | -  | 8  | [ 7 ] | -  | -  | -  | 8     | 10 | -  | -  | -  | -     | -  | -  | -  | -  | -  | -  |
| Roma                     | 5B | 4A | 4B | 5B | 4B | 7A  | 10A   | 9A  | -     | -     | -  | -  | -     | -  | -  | -  | -     | -  | -  | -  | -  | -     | -  | -  | -  | -  | -  | -  |
| Godo                     | -  | -  | -  | -  | -  | -   | 5B    | 5B  | -     | -     | -  | -  | -     | -  | -  | -  | -     | -  | -  | -  | 5  | 7     | 7  | 7  | 8  | 7  | 6  | 9  |
| Novara 2000              | -  | -  | -  | 5A | 4A | 8A  | 6A    | 7A  | 8     | 10    | -  | -  | -     | -  | -  | -  | -     | -  | -  | -  | -  | -     | -  | -  | -  | 8  | 8  | 8  |
| Bollate                  | 5A | 5B | 6A | -  | 6A | 5B  | 10B   | -   | -     | -     | -  | -  | -     | -  | -  | -  | -     | -  | -  | -  | -  | -     | -  | -  | -  | -  | -  | -  |
| Catania Warriors Paternò | -  | -  | -  | -  | -  | -   | -     | -   | -     | -     | -  | -  | -     | -  | -  | 7  | 10    | -  | 6  | 10 | -  | -     | -  | -  | 7  | -  | -  | -  |
| Anzio                    | 6B | -  | -  | -  | -  | -   | -     | 6B  | -     | -     | -  | -  | -     | -  | 9  | 8  | 7     | 8  | 9  | -  | 9  | -     | -  | -  | -  | -  | -  | -  |
| Reggio Emilia            | -  | 6A | 5B | -  | -  | -   | -     | -   | -     | -     | -  | -  | -     | -  | -  | -  | -     | 9  | -  | 8  | -  | -     | -  | 8  | -  | -  | -  | 6  |
| Macerata Angels          | -  | -  | -  | -  | 8B | 3B  | 4B    | 1B  | 7     | [ 7 ] | -  | -  | -     | -  | -  | -  | -     | -  | -  | -  | -  | -     | -  | -  | -  | -  | -  | -  |
| Ronchi dei Legionari     | -  | -  | -  | -  | 7A | 7B  | 3B    | -   | -     | -     | -  | 9  | 9     | -  | -  | -  | -     | -  | -  | -  | -  | -     | -  | -  | -  | -  | -  | 7  |
| Casalecchio di Reno      | -  | -  | -  | 6B | -  | 2B  | 9A    | 9B  | -     | -     | -  | -  | -     | -  | -  | -  | -     | -  | -  | -  | -  | -     | -  | -  | -  | -  | -  | -  |
| Collecchio               | -  | -  | -  | -  | -  | -   | 1B    | 10A | -     | -     | -  | -  | -     | 9  | -  | -  | -     | -  | -  | -  | -  | -     | -  | -  | -  | -  | -  | -  |
| Crocetta Parma           | -  | -  | -  | -  | -  | 4B  | 2B    | 8A  | -     | -     | -  | -  | -     | -  | -  | -  | -     | -  | -  | -  | -  | -     | -  | -  | -  | -  | -  | -  |
| Santarcangelo di Romagna | 6A | -  | -  | -  | -  | -   | 8B    | 7B  | -     | -     | -  | -  | -     | -  | -  | -  | -     | -  | -  | -  | -  | -     | -  | -  | -  | -  | -  | -  |
| Livorno                  |    |    | -  | -  | -  | 9B  | -     | -   | -     | -     | 10 | -  | -     | -  | -  | -  | -     | -  | -  | -  | -  | -     | -  | -  | -  | -  | -  | -  |
| Codogno                  | -  | -  | -  | -  | -  | -   | -     | -   | -     | -     | -  | -  | -     | -  | -  | -  | 9     | -  | -  | -  | -  | -     | -  | -  | -  | -  | -  | -  |
| Rho                      | -  | -  | -  | -  | -  | -   | -     | -   | -     | -     | -  | -  | -     | -  | -  | -  | -     | -  | 10 | -  | -  | -     | -  | -  | -  | -  | -  | -  |
| Alpina Trieste           | -  | -  | -  | -  | -  | -   | -     | -   | -     | -     | -  | -  | -     | -  | -  | -  | -     | -  | -  | 9  | -  | -     | -  | -  | -  | -  | -  | -  |
| Avigliana                | -  | -  | -  | -  | -  | -   | -     | -   | -     | -     | -  | -  | -     | -  | -  | -  | -     | -  | -  | -  | -  | 8     | -  | -  | -  | -  | -  | -  |
| Rangers Redipuglia       | -  | -  | -  | -  | -  | -   | -     | -   | -     | -     | -  | -  | -     | -  | -  | -  | -     | -  | -  | -  | -  | -     | 8  | -  | -  | -  | -  | -  |
| Riccione                 | -  | -  | -  | -  | -  | -   | -     | 10B | -     | -     | -  | -  | -     | -  | -  | -  | -     | -  | -  | -  | -  | -     | -  | -  | -  | -  | -  | -  |

Legenda
     W, Vincitrice
     F, Finalista
     SF, Semifinalista
     pos., Retrocessa

## La struttura dei campionati
Oltre la Serie A1 in Italia vi sono altre tre categorie nazionali di gioco: A2, B e C.
Tutte la categorie devono disputare le gare con mazze in legno.
| Livello | Livello | Serie                                      | Serie                                      | Serie                                      | Serie                                      |
| ------- | ------- | ------------------------------------------ | ------------------------------------------ | ------------------------------------------ | ------------------------------------------ |
| 1       | 1       | Serie A1 Girone unico 8 squadre            | Serie A1 Girone unico 8 squadre            | Serie A1 Girone unico 8 squadre            | Serie A1 Girone unico 8 squadre            |
| 2       | 2       | Serie A2 Girone A 6 squadre                | Serie A2 Girone B 6 squadre                | Serie A2 Girone C 6 squadre                | Serie A2 Girone D 6 squadre                |
| 3       | 3       | Serie B Girone A 8 squadre                 | Serie B Girone B 8 squadre                 | Serie B Girone C 8 squadre                 | Serie B Girone D 8 squadre                 |
| 4       | 4       | Serie C Gironi regionali o inter-regionali | Serie C Gironi regionali o inter-regionali | Serie C Gironi regionali o inter-regionali | Serie C Gironi regionali o inter-regionali |

### Serie A2
La Serie A2 è composta 24 squadre divise in 4 gironi da 6 squadre. La Regular Season è strutturata su un girone di andata e ritorno e un intergirone di sola andata (gli accoppiamenti dei gironi sono A-B e C-D) e vengono disputate due partite per ogni turno. La Regular Season ha inizio il 6 aprile e termina il 27 luglio.
Le prime due squadre classificate di ogni girone si qualificano per i playoff che iniziano con la disputa dei quarti di finale al meglio delle 3 partite, programmati per il 31 agosto e 1º settembre.
Le vincenti dei quarti disputano le semifinali, al meglio delle 5 partite,
Le squadre vincenti delle semifinali si qualificano alla finale che si disputa al meglio delle 5 partite.
La quinta e sesta classificate di ogni girone disputano i playout. Il primo turno si gioca al meglio delle 5 partite.

### Serie B
Partecipano 32 squadre divise in 4 gironi da 8 squadre. La Regular Season è strutturata su un girone di andata e ritorno e vengono disputate due partite per ogni turno.
Le prime due squadre classificate di ogni girone si qualificano per i playoff che iniziano con la disputa delle semifinali al meglio delle 5 partite.
Le squadre vincenti delle semifinali si qualificano alle finali che si disputano al meglio delle 5 partite. Le vincenti vengono promosse in Serie A2.
La settima e ottava classificate di ogni girone disputano i playout al meglio delle 5 partite.

### Serie C
In C vi sono vari gironi (chiamati sempre A, B, C ecc..), dislocati sul territorio in modo da favorire al meglio le trasferte, con un numero variabile di squadre che va da 4 a 7. Gli incontri settimanali sono uno solo, e la stagione è composta da andata e ritorno, più una fase di intergirone tra i soli gironi più ristretti.
I Play-off si articolano in una fase di spareggi, seguita dagli scontri di finale giocati al meglio delle 5 partite.

## Squadre straniere iscritte nel campionato italiano
- San Marino Baseball Club di Serravalle milita nella Serie A1 Baseball.

## Italian Baseball League (fino al 2017)
Il progetto IBL sostituiva definitivamente la ex Serie A1, categoria attiva dal 1948, in vista dell'attuazione delle franchigie avvenuto a partire dal campionato Italian Baseball League 2010.
Dal 2010 il baseball in Italia è stato totalmente riorganizzato adottando il concetto di franchigia e non retrocessione, come già avviene da anni nel campionato americano di baseball, anche tra le società italiane. Inizialmente era previsto un accordo proprio con la Major League americana, che prevedeva anche un contributo economico, ma nonostante il protrarsi della trattativa, la IBL è partita ugualmente con il progetto.
Ogni franchigia ha una struttura piramidale con una società di vertice che parteciperà al massimo campionato la Italian Baseball League I divisione (IBL) una squadra di secondo livello in IBL II divisione ed una Under 21, nella franchigia, qualunque giocatore più spostarsi da una categoria all'altra in base al suo stato fisico o livello di gioco: se un giocatore dell'Under 21 è particolarmente dotato, può spostarsi nel decorso della stagione anche nella squadra di vertice della IBL.
Parallelamente si svolge un campionato federale (Serie A Federale), B e C che accorpa tutte le società italiane di livello di gioco ed organizzativo inferiore rispetto alla IBL.
L'intento di questo sistema era di portare alla formazione di una IBL che preveda una squadra di vertice per ogni grande città d'Italia in modo da ottenere più visibilità possibile e far sì che questo sport prendesse piede..
Ciascuna delle squadre della IBL ha avuto sotto di sé altre squadre sempre della zona o regione, che saranno delle franchigie in grado di rendere disponibili i loro giocatori migliori alla squadra di vertice.
Negli anni si sono alternate problematiche sia a livello delle squadre di divisione II e U21 e anche nel campionato di prima divisione, in quanto non tutte sono state in grado di sostenere le spese che tale campionato comporta. Nel 2013 la seconda divisione si è accorpata con alcune squadre della Serie A Federale, mentre nell'anno successivo si è stabilita la Serie A Federale che assegnava un titolo a sé.
Nel 2018 il campionato è stato denominato nuovamente Serie A1 e sono state reintrodotte le promozioni e le retrocessioni. A partire dalla stagione 2021, Serie A1 e Serie A2 si sono unificate dando vita a una Serie A unica.

## Coppa Italia
Dal 1967 è stata istituita la Coppa Italia come torneo parallelo al campionato regolare. I detentori della coppa sono uno per ogni categoria, in quanto non si affrontano squadre di categorie differenti.

### Albo d'oro 1998-2018 della Coppa Italia di A1 (IBL)
| Edizione | Vincitore                      |
| 1998     | Danesi Nettuno                 |
| 1999     | Papalini Grosseto              |
| 2000     | Cus ceci Parma                 |
| 2001     | Semenzato Rimini               |
| 2002     | Semenzato Rimini               |
| 2003     | Italeri Bologna                |
| 2004     | Prink Grosseto                 |
| 2005     | Italeri Bologna                |
| 2006     | T&A San Marino                 |
| 2008     | Fortitudo Unipol Banca Bologna |
| 2009     | T&A San Marino                 |
| 2010     | UGF Ass. Bologna               |
| 2011     | Danesi Nettuno                 |
| 2012     | Unipol Bologna                 |
| 2013     | Rimini Baseball                |
| 2014     | Rimini Baseball                |
| 2015     | UnipolSai Bologna              |
| 2016     | Rimini Baseball                |
| 2017     | UnipolSai Bologna              |
| 2018     | UnipolSai Bologna              |
| 2019     | non disputata                  |
| 2020     | non disputata                  |
| 2021     | non disputata                  |
| 2022     | UnipolSai Bologna              |

## Le categorie giovanili
In Italia le categorie giovanili sono organizzate in tre categorie, che corrispondono a quelle delle competizioni internazionali: Under 12, Under 15, Under 18. Il titolo Under 21 è stato assegnato fino al 2017 (ultimo titolo vinto dai New Black Panthers di Ronchi dei Legionari).
I campionati iniziano da una fase regionale, procedono con fasi successive caratterizzati da concentramenti e infine si concludono con le Final Four, che si tengono nel mese di settembre. Dal 2017, le finali giovanili si giocano tutte lo stesso giorno sui tre diamanti di Modena.

## Il Baseball per ciechi in Italia
Il primo campionato italiano per ciechi è stato organizzato dalla AIBXC Onlus nel 1997 anche se si giocava in forma amatoriale a partire dal 1994. Il campionato è organizzato in una stagione regolare, una Coppa Italia e un torneo di fine stagione.
Dal 2019, frutto del sodalizio fra AIBxC e FIBS, è nata la Lega Italiana Baseball per Ciechi e Ipovedenti (LIBCI).